# Physocephala sinensis
Physocephala sinensis är en tvåvingeart som beskrevs av Krober 1933. Physocephala sinensis ingår i släktet Physocephala och familjen stekelflugor. Inga underarter finns listade i Catalogue of Life.